# Morgan Edge
Morgan Edge è un personaggio immaginario, un supercriminale della DC Comics, leader della mafia nota come Intergang ed uno dei nemici di Superman. Fu creato da Jack Kirby e comparve per la prima volta in Superman's Pal Jimmy Olsen n. 133 (ottobre 1970).

## Biografia del personaggio

### Pre-Crisi
Nella sua incarnazione originale, Edge fu il presidente della Galaxy Broadcasting System (proprietari della stazione televisiva WGBS), la corporazione dei media che infine acquisì il Daily Planet. Edge fu in molti modi uno stereotipo del capitalista senza scrupoli, intervenendo nell'atmosfera del Planet e sfidando in qualche modo l'autorità del più maturo Perry White, sebbene fosse anche un uomo con momenti di buon cuore mantenendo ragionevolmente una relazione d'amicizia con la maggior parte dei suoi impiegati, incluso Clark Kent. Dopo l'acquisizione del Planet, Edge promosse Kent nuovo anchorman sulla WGBS, mossa che aggiunse nuovi collaboratori al cast di supporto di Superman, inclusi l'irritabile produttore Josh Coyle, l'inviato sportivo Steve Lombard, il meteorologo Oscar Asherman, e la co-anchor Lana Lang.
Come uno degli uomini più ricchi di Metropolis, Edge fu una figura politica di spicco nella città e incontrò Superman frequentemente, essendo lui il soggetto della maggior parte delle storie del suo network, e che lo stesso Edge, come tutti gli altri, non riuscì mai a intuire che Clark Kent ne è l'alter ego. Sebbene raramente integrato in una storia, Edge fu un personaggio di supporto in molte storie di Superman.
Per qualche tempo sembrò che Edge fosse connesso all'organizzazione criminale finanziata da Apokolips, l'Intergang, ma questo si rivelò invece essere un clone creato dalla "Fabbrica del Male", un laboratorio di genetica al servizio di Darkseid. Per esempio, questo clone tentò di fare assassinare Jimmy Olsen, il Guardiano e, accidentalmente, un impiegato a caso del Daily Planet chiamato "Goody", come parte di una copertura.
In una storia aggiuntiva alla fine di Action Comics n. 468 (febbraio 1978), si scoprì che il nome di battesimo di Morgan Edge era Morris Edelstein. Dopo aver vinto la sua quarta stazione ad una partita di poker, cambiò il suo nome in Morgan Edge e mantenne segreti i dettagli del suo passato.

### Post-Crisi
Quando la continuità della DC fu ricostituita dopo la Crisi sulle Terre infinite, Edge rimase presidente della WGBS ma i suoi collegamenti al Planet e la sua amicizia con Superman furono spazzate via, e fu invece collegato all'Intergang. Fu poi smascherato dal Daily Planet in un articolo scritto da Clark Kent e Cat Grant, che lavoravano alla WGBS sotto copertura. Edge venne carcerato, ma successivamente ritornò come sponsor della Squadra di Vendetta su Superman.
Di recente, Morgan Edge ricomparve come potente esperto di media, con lo show "Edge of Reason", dove fu dato un giro anti-kryptoniano per il Generale Lane. Lo si poté notare anche in una pannello ritraente il futuro in Adventure Comics n. 1, in cui effettuava un accordo misterioso con Despero.
Edge comparve in Superman n. 1 (2011) come un potente magnate dei media e nuovo proprietario del Daily Planet.

## In altri media

### Televisione
- Nella serie televisiva Lois & Clark - Le nuove avventure di Superman, un personaggio simile a Morgan Edge, di nome Bill Church Jr. (interpretato dall'attore Bruce Campbell), comparve come capo dell'organizzazione criminale Intergang. Suo padre, Bill Church Sr. fu invece interpretato dall'attore Peter Boyle. Come Morgan Edge, Bill Church Jr. possedeva una stazione televisiva chiamata "Multiworld Communications" invece di "Galaxy Communications".
- Morgan Edge comparve nell'episodio Società Segreta pt. 1 nella seconda stagione della serie animata Justice League. Gorilla Grodd e la sua Società Segreta irruppero nella magione di Edge per liberare Clayface dalla sua prigione. Egde tentò di fuggire a bordo di una barca travestito da chef, ma Killer Frost congelò l'acqua e le scarpe di alligatore di Edge fece scoprire la sua identità alla Società Segreta. Gorilla Grodd si fece guidare fino a dove era tenuto Clayface, e non appena gli altri membri della Società Segreta entrarono nella stanza, Killer Frost (fuori schermo) intrappolò Morgan Edge nel ghiaccio, probabilmente congelandolo a morte.
- Morgan Edge è un criminale ricorrente nella serie televisiva Smallville. Comparve come signore del crimine di Metropolis, ed un vecchio amico di Lionel Luthor, inizialmente interpretato dall'attore Rutger Hauer, e successivamente da Patrick Bergin. Nell'episodio "La nuova vita di Clark", Clark Kent rubò dei soldi da una banca mentre una delle gang di Edge era nel mezzo di una rapina. Edge avvicinò Clark nel suo appartamento e gli offrì un lavoro. Da principio, Clark declinò l'offerta, ma dopo che Lana lo trovò, decise che poteva utilizzare quei soldi per sparire e così accettò la proposta di Edge. Edge chiese a Clark di infiltrarsi nell'ufficio di Lionel Luthor alla LuthorCorp e di rubare un pacco tenuto all'interno di una cassetta di sicurezza di titanio. Più avanti, Clark apprese che ciò che rubò era un campione di sangue di Helen Bryce. Saputolo, Jonathan Kent lo distrusse immediatamente. Edge si presentò quindi a Smallville per reclamare il suo pacco. Clark gli disse di non averlo, ma Edge prendendo in ostaggio i suoi genitori costrinse Clark a rivelargli dove fosse. Clark fu costretto a prendere un pezzo di kryptonite e con essa si ferì un braccio fornendogli un nuovo campione di sangue. Edge restituì il sangue a Lionel e gli disse che poteva fornirglielo direttamente dalla fonte. Lionel fu molto interessato in quanto era ignaro di chi fosse la fonte. Gli scagnozzi di Edge caricarono Clark su un camion così da poterlo trasportare senza problemi, ma il giovane utilizzando la sua vista calorifica ne approfittò per creare un'esplosione che distrusse il mezzo. Lionel giunse così a credere che Edge stesse tramando di ucciderlo. Edge cadde in acqua e dopo che gli fu sparato addosso dalla guardia di sicurezza di Lionel, fu presunto morto. Morgan sopravvisse, tuttavia, e fu trovato da Lex Luthor. Questa volta, Edge fu sottoposto alla chirurgia plastica al fine di nasconderlo da Lionel. Infine, Edge confessò, su cassetta, l'assassinio dei genitori di Lionel, ma poi cospirò proprio con lui per rompere la fragile psiche di Lex e discreditare così la propria testimonianza. Lex trovò Edge e gli sparò addosso, ma questi riuscì a fuggire. In un ultimo tentativo, Edge tentò di uccidere Lex investendolo con la propria auto, ma dopo essere stato colpito da numerose pallottole morì prima di averne la possibilità.
- Morgan Edge appare, nel 2017, nella terza stagione del telefilm Supergirl in quattro episodi (3x01, 3x05, 3x09 e 3x12) ed è interpretato dall'attore Adrian Pasdar. Potente uomo d'affari, pare accecato dalla vendetta e inizia a seminare il panico nella città di National City (dove il crimine è tenuto a bada da Supergirl, cugina di Superman), dapprima cercando di acquistare la potente testata giornalistica CatCo (l'equivalente del Daily Planet a Metropolis) e, successivamente, accanendosi contro Lena Luthor, incolpandola di aver inquinato e dunque avvelenato l'aria di National City con il piombo (episodio risalente alla fine della seconda stagione) e di aver così ucciso innocenti. Inoltre, rischia la vita quando Reign decide di ucciderlo ma si salva grazie alle pareti del suo ufficio rivestite di piombo, che lo rendono invisibile alla supervista. Tuttavia Edge non riesce a stare lontano dai guai e il suo odio verso Lena Luthor lo porta a tentare di ucciderla avvelenandola, scatenando le ira di Lilian Luthor (la mamma di Lena) che decide a sua volta di eliminarlo in modo che non possa più nuocere alla figlia. Solo grazie all'intervento di Supergirl e Mon-El, si eviterà il peggio e la conseguenza a fine battaglia, sarà l'arresto per Lilian e per lo stesso Edge.
- Nella serie televisiva Superman & Lois , Morgan Edge è un'identità fittizia usata dal kryptoniano Tal-Rho, il fratellastro di Superman.

### Film
- Nel film Superman IV, un magnate simile a Morgan Edge decide di comprare il Daily Planet. Nel film, il suo nome è David Warfield e fu interpretato dall'attore Sam Wanamaker.
- Un uomo con i tratti simili a quelli di Morgan Edge comparve nel film Superman Returns. Il suo nome è Grant ed è uno scagnozzo di Lex Luthor. Lui (insieme ad altri tre scagnozzi) rimase ucciso quando Superman riprese conoscenza e volò con l'isola di kryptonite scaraventandola nello spazio.